# 安娜贝尔 (电影)
是一部2014年美國超自然心理恐怖電影，由約翰·R·李昂尼提執導，溫子仁擔任製片人、蓋瑞·道柏曼編劇。本片是電影《厲陰宅》的前傳和衍生電影，故事靈感來自於華倫夫婦所講述的安娜貝爾娃娃的事蹟，同時作為厲陰宅宇宙的第一部衍生作品。影片由安娜貝拉·沃麗絲、沃德·霍頓、艾爾法·伍達德主演，2014年10月3日全球上映。
影片的首映禮於2014年9月29日在美國洛杉磯好萊塢TCL中國戲院舉行。影片的評價褒貶不一，然而票房超過2.56億美元，而製作預算僅650萬美元，成為有史以來最賣座的恐怖電影之一。票房成功讓華納兄弟推出該片的前傳電影《安娜貝爾：造孽》，於2017年8月10日上映，而直接續集《安娜貝爾回家囉》於2019年6月28日推出。

## 劇情
1967年，居住在美國加州聖莫妮卡的醫生約翰·佛姆，跟他有孕在身的妻子蜜雅期待著孩子出生，約翰送給蜜雅一個復古式的瓷製娃娃作為禮物，蜜雅也將其放在她育兒室的玩偶收藏系列中。當晚，約翰和蜜雅隔壁的鄰居希金斯夫婦慘遭一對男女入室殺害，約翰和蜜雅被吵鬧聲驚醒後馬上報警，但兩名殺手卻也入侵他們家中，蜜雅因此被刺傷。警察趕來擊斃行兇男子，女子在被逮捕前就躲進育兒室中割喉自盡，其手裡還抱著蜜雅當天得到的娃娃。警方調查後得知行兇女子為與希金斯夫婦疏遠的養女安娜貝爾，而男子則是她的男友，兩者均是邪教「公羊門徒」（Disciples of the Ram）的成員。
蜜雅康復出院後準備回歸正常生活，同時讓約翰扔掉安娜貝爾死前抱過的娃娃。但不久，他們家中開始出現一系列超自然現象，家中還因此發生火災，蜜雅及時被鄰居發現救出去，送院後剛好生下一個健康的女嬰，起名叫莉亞。之後，一家三口搬到帕薩迪納的一棟公寓，蜜雅卻從搬家箱子中找到原本已被丈夫扔掉的娃娃，誤以為是不小心將它收拾回來後放回櫃子上。隨後，獨自在家照顧女兒的蜜雅再度被周圍一系列超自然現象騷擾，現象隨後還變成某種惡魔靈體，分別在她家中和公寓地下室驚嚇她，讓蜜雅認為那是死去安娜貝爾的鬼魂。
蜜雅詢問調查希金斯夫婦滅門案的警探克拉金得知，安娜貝爾和其男友加入的邪教試圖召喚出某種惡魔。蜜雅靠她認識的公寓住戶兼書店店長伊芙琳協助找來相關書籍，得知該邪教所召喚出的惡靈將會尾隨他們至任何地方，甚至將會取走一條靈魂。蜜雅帶著莉亞回家後遭遇由惡靈控制的娃娃襲擊，再也經受不起精神折磨的她，只好聯絡她和約翰常去教堂的佩雷茲神父求助。佩雷茲告知惡靈有時候會附身在無生命的物體上等待取走一條性命的時機，在他無法對娃娃實施驅魔後，佩雷茲準備將娃娃帶去給華倫夫婦進行調查。但當他開車回去教堂時，安娜貝爾的鬼魂現身在他身後襲擊且搶走娃娃。受傷的佩雷茲因此住院治療，他對前來探望的約翰告知稱附身於娃娃中的惡魔超乎他想象般的強大，並懷疑牠即將取走蜜雅的性命。
當天夜裡，蜜雅獨自在家陪女兒時，伊芙琳也前來探望她，但惡靈卻化身為佩雷茲神父的樣子潛入公寓中，抓走莉亞並將其隱藏起來。蜜雅因女兒失蹤而心急如焚，想起她找過的資料後認為唯一救女兒的方法是獻出自己的性命。蜜雅剛準備跳出窗外，約翰及時回來制止她，而伊芙琳這時突然決定代替蜜雅，作為她多年前不慎引發車禍導致其女兒喪命的贖罪，抱著娃娃跳出窗外至樓下而墜亡。伊芙琳死後，惡靈隨即消失無蹤，蜜雅和約翰發現莉亞平安無事地回到嬰兒床上。她們一家平安團圓時，而伊芙琳遺體手中的安娜貝爾娃娃卻消失無蹤。
六個月後，脫離惡魔掌控的佛姆一家，再度搬家以告別過去。而消失的娃娃出現在一家古董店裡，最後被一位母親買走，其準備送給她讀醫科的女兒黛比當作生日禮物。

## 演員
| 演員                             | 角色                                                  | 備註 |
| 安娜貝爾·瓦莉絲 Annabelle Wallis | 蜜雅·佛姆 Mia Form                                    | 一位喜愛娃娃的裁縫，現已懷上一女，自從隔壁鄰居發生滅門血案後，開始對家中一連串超自然現象感到心生恐懼。         |
| 沃德·霍頓 Ward Horton            | 約翰·佛姆 John Form                                   | 蜜雅的丈夫，當地值班醫生，不相信超自然現象，認為蜜雅的幻覺來自壓力過大及產後憂鬱。                             |
| 艾爾弗麗·伍達德 Alfre Woodard    | 伊芙琳 Evelyn                                         | 書店老闆，她經營的書店鄰近佛姆夫婦新居公寓樓，有時會幫蜜雅的忙，女兒多年前因車禍導致喪命。                     |
| 東尼·阿曼多拉 Tony Amendola      | 佩瑞茲神父 Father Perez                               | 教堂神父，與佛姆夫婦認識許多年，經常為他們給予幫助。                                                           |
| 凱莉·歐瑪雷 Kerry O'Malley       | 雪倫·希金斯 Sharon Higgins                            | 佛姆夫婦的鄰居好友，她的養女一年前加入邪教而離家出走，一直祈禱她能回家。                                       |
| 布萊恩·豪伊 Brian Howe           | 彼特·希金斯 Pete Higgins                              | 雪倫的丈夫，同樣對女兒離家而悲痛不已，對佛姆夫婦極為友好。                                                     |
| 艾瑞克·拉登 Eric Ladin           | 克拉金警探 Det. Clarkin                               | 偵辦希金斯夫婦滅門案的警探，幫助蜜雅釐清事件真相。                                                             |
| 翠依·歐圖爾 Tree O'Toole         | 安娜貝爾·「珍妮絲」·希金斯 Annabelle "Janice" Higgins | 希金斯夫婦的養女，邪教組織「公羊門徒」的成員，和精神異常的男友手刃自己的雙親後自刎，死前將靈魂附身於娃娃身上。 |
| 凱菈·丹尼爾絲 Keira Daniels      | 安娜貝爾·「珍妮絲」·希金斯 Annabelle "Janice" Higgins | 7歲時的安娜貝爾。                                                                                              |

影片開頭重現《厲陰宅》的開頭片段，當中有摩根娜·梅、艾米·蒂普頓和查克·帕帕斯飾演三位被安娜貝爾嚇到的醫科學生黛比、卡蜜拉和瑞克（Debbie, Camilla and Rick）。羅賓·皮爾森·蘿絲在片尾飾演幫女兒買下安娜貝爾娃娃的母親。伊瓦·布拉格飾演婦產科醫生博爾格（Dr. Burgher），替遭到刺傷的米雅診療及確認胎兒狀況。薩莎·薛爾登飾演蜜雅入院生下女兒的護士，而蓋布瑞·貝特曼和雪洛·尼爾森飾演在佛姆夫婦新居公寓樓梯間中畫畫的兄妹羅伯特（Robert）和南希（Nancy）。
克里斯多佛·蕭飾演化身成神父樣子的惡靈，而電影配樂師喬瑟夫·畢夏拉再次飾演安娜貝爾化身的惡靈之一「席芭修女」（Mother Sheba）。

## 制作
2013年11月8日，华纳兄弟和新线影业宣布开发以《招魂》中的玩偶安娜貝爾为主题的外传电影。影片改编自“鬼猎人华伦夫妇所谓的真实经历。彼得·赛法兰和温子仁担任制片人，約翰·R·李昂尼提导演，盖里·道伯曼编剧。
2014年1月15日，有消息证实安娜贝拉·沃丽丝和沃德·霍顿将主演影片。另外两名演员埃里克·拉登和布莱恩·豪在一月下旬加盟影片，屡获殊荣的荧屏老将阿尔弗雷德·伍达德也加入剧组。
2014年1月27日，影片于柯汶纳书店开始主体拍摄。2014年2月25日，剧组继续在洛杉矶县南诺曼底大街一座公寓进行拍摄，55人的剧组在那里拍了几天。
导演莱昂内提和制片人赛法兰告诉记者，《安娜贝尔》的设定是“闹鬼”，他们认为楼里会出现“超自然现象”。

## 音乐
2014年4月24日，约瑟夫·沙比拉受聘为电影配乐。2014年9月30日，WaterTower Music发布了电影的原声带。

## 发行

### 票房
影片在北美赚得84,273,813美元，全球其他地区票房1.71亿美元，总票房255,273,813美元。
北美方面，影片成为史上票房第十四高的恐怖、超自然题材影片。早期的评论和票房跟踪者预测影片上映首周末票房为2500-2700万美元左右。然而，该估值不久后降为2000-2200万美元之间。影片于2014年10月3日在北美3185家影院上映，上映首日凭借1540万美元的票房荣膺榜首（包括210万美元午夜场点映）。在影片传统意义上的上映三天里，影片以37134255美元的票房首居第二，3185家影院平均票房11659万美元，与票房3750万美元的《消失的爱人》不分上下，仅差378854美元。影片成为10月份上映首周末票房第十一高，是2014年最卖座的恐怖片，超越了《人类清除计划2》的2890万美元。国内发行商华纳兄弟总裁丹·费尔曼表示，开画成绩得益于“电影的杰出宣传和好的档期“。她补充道：“（影片）《招魂》外传的定位非常好，我们只是拿准了好名声。”影片与《招魂》第二次在10月份制造了3000万美元或以上的首秀成绩，第一次是《歌舞青春3：毕业季》（4200万美元票房）和《电锯惊魂5》（3100万美元票房）在2008年创造的。Rentrak公司表示，首周末的观众层分布均匀，女性观众占51%，25岁以下的占54%。影片于2014年12月18日在剧院结束放映，总共赚到84273813美元，位居2014年美国电影票房榜第三十五位。
电影于2014年9月26日在俄罗斯公映，先于全球上映日一个星期，上映首周末赚得210万票房，在俄罗斯票房榜以第三位亮相。影片海外上映首周末通过3300块屏幕和39个海外市场赚到2360万美元，全球首周末票房6080万美元。
影片在国际上首映成绩比较好的地区有法国（340万美元）、巴西（300万美元）、英国（310万美元）、阿根廷（120万美元）、西班牙（145万美元）和德国（114万美元）。影片在印度首映时位列第二，落后于《惊情谍变》，收获130万美元。影片凭借134万美元的票房在秘鲁创下了恐怖片上映票房最高纪录，也是上映首周末票房第二高的华纳兄弟影片。在墨西哥，影片上映首周末赚到1090万美元（包括提前点播），打破了以往恐怖电影的首映纪录，是票房最高的2D电影。影片的上映首周末全球票房，位列全球票房榜第三，落后于《沉睡魔咒》和《变形金刚4：绝迹重生》。影片总体上占据该国59%的市场份额。
截至2014年10月13日，影片在菲律宾成为最卖座的恐怖片，收入超过1.21亿比索，超越了《潜伏2》在上映12天后所达到的1.13亿比索的纪录。影片成为黎巴嫩最卖座的恐怖片，上映两个周末后位居票房榜榜首。
香港方面，電影于2014年10月1日上映，首周末票房232万港元，位居票房榜第五位，成绩一般。
台灣方面，首週三天票房為新台幣5260萬元，票房累計至新台幣5290萬元；次週票房累計至新台幣1.01億元。
| 上一届： 《移動迷宮》       | 2014年台北週末票房冠軍 第40周      | 下一届： 《德古拉元年》 |
| 上一届： 《完美的独裁国家》 | 2014年墨西哥周末票房冠军 第43-44周 | 下一届： 《星际穿越》   |
| 上一届： 《诚实候选人》     | 2014年巴西周末票房冠军 第41-42周   | 下一届： 《德古拉元年》 |

### 评价
影评人对影片的评价褒贬不一，其中大多数人认为影片逊色于前作。评论聚合网站烂番茄基于117条评论打出29%的新鲜度，平均得分4.4（满分10分）。网站共识是：“《安娜贝尔》从比它更好的恐怖片那里学会了不加掩饰，剧情脱离观众，一大串的波折不比《招魂》更为出色。”Metacritic基于37条评论，给影片打出47分（满分100分），表示“一般”。从A级到F级，CinemaScore给影片B+的积极评价，而《招魂》为A-。
《好莱坞报道者》的弗兰克·谢克给影片的评价中肯，他批评电影的制作和剧本廉价，但赞赏演员的表现，“影片归根结底太过可怕和公式化，你不会忘掉它的。”
《综艺》杂志的斯科特·方达斯给予影片积极评价，称影片“有思想”，但周期性的廉价。他补充道：“电影是温子仁热门房屋闹鬼影片《招魂》的廉价续集，（一定程度上）弥补了《招魂》在工艺、气氛等各个方面上所缺乏的粗糙震撼效果。布景主要聚焦于主演那与恐怖得要死的娃娃（轻松盖过真人演员的风头）并驾齐驱的车子，这碟华纳兄弟/新线影业小菜是恐怖片粉丝所渴望的，是今年到目前为止最好的恐怖电影。”
Deadline.com的皮特·哈蒙德基于影片积极评价，并表示恐怖的玩偶让他想起了《灵异入侵》中的查克。他补充道，“《安娜贝尔》在这个万圣节月可能吸引到了恐怖片迷，他们将被影片的恐怖场景吓得瑟瑟发抖。”影片还被《时代》杂志封为“年度最恐怖电影”。
影片还获得了喜剧女演员艾伦·德杰尼勒斯的特别赞誉，她声称“我爱《安娜贝尔》，我有好几天睡不着觉，我认为它跟《招魂》一样优秀。”

### 奖项
| 頒獎典禮          | 獎項       | 結果 |
| ----------------- | ---------- | ---- |
| 2015年MTV电影大奖 | 最恐怖场面 | 提名 |

## 续集
费尔曼告诉《华盛顿邮报》，工作室正考虑制作基于本片的系列电影。续集目前正在筹备中。。作為前傳電影的續集作品《安娜貝爾：造孽》於2017年8月10日推出。